# Îles Bimini
Cet article concerne les îles Bimini. Pour la drag queen, voir Bimini Bon Boulash.
Les îles Bimini sont un archipel et un district des Bahamas qui se composent de deux îles principales : 
- Bimini Nord
- Bimini Sud

Le district inclut aussi de nombreuses cayes comme Cay Sal Bank, Cat Cays, Gun Cay, Great Isaac Cay, etc.
Les Bimini se trouvent à  83 km à l'est de Miami Beach, les plus proches de la Floride. La population est de 1 988 habitants au recensement de 2010.
Les îles sont connues surtout comme haut-lieu de la pêche. La proximité des îles de la ville de  Miami (Floride) attire de nombreux pêcheurs américains venus en bateau. La plongée y est également une activité populaire, de nombreuses épaves de navires gisant dans les eaux alentour.

## Histoire
Le nom de Bimini provient des Lucayens, les premiers habitants de l'île. Bimini signifie « deux îles » en langue lucayenne. Après que ses habitants furent déportés et réduits en esclavage, les îles désertées furent utilisées par les pirates aux XVIIe et XVIIIe siècles, pour capturer les navires espagnols voyageant d'Amérique du Sud vers l'Europe. Après l'abolition de l'esclavage, quelques familles d'esclaves décidèrent de s'installer sur Bimini : elles sont la base du peuplement actuel de l'île.

## Géographie

### Bimini Nord
Bimini Nord a une forme de crochet et mesure environ 12 km de long pour une largeur très variable. Les principaux villages sont Alice Town, une succession de magasins, de restaurants et de bars le long de la grand-route (The King's Highway) et Bailey town.

### Bimini Sud
L'île de Bimini Sud, quant à elle, abrite deux hôtels et offre une alternative plus paisible qu'à Bimini Nord. Elle mesure environ 6,5 km de long et 1,6 km de large.
Elle possède un aéroport (Aéroport international de South Bimini).

## Faune
Les Bimini sont le paradis d'espèces rares de poissons, de crustacés, d'éponges, d'oiseaux, de serpents… Autour de Bimini naissent et grandissent de nombreux requins-citrons.

## Particularités de l'archipel
Sur les îles Bimini, de nombreux endroits sont réputés être mystérieux. La plupart de ces mystères se prêtent à de nombreuses spéculations. Le plus connu d'entre eux est Bimini Road.

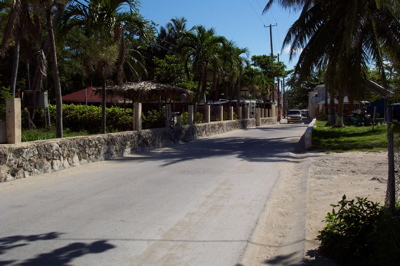
The King's Highway.

### Route de Bimini
Entre 1939 et 1940, le médium américain Edgar Cayce, dans une prédiction très détaillée, a affirmé que des restes de l'Atlantide seraient trouvés en 1968 ou en 1969 devant les côtes des îles Bimini. En septembre 1968, des blocs de pierre alignés sur huit cents mètres, appelés la route de Bimini (Bimini Road), sont découverts au large de Paradise Point à North Bimini.
Après dix expéditions sous-marines, commencées en 1974, l'historien David Zink a acquis la conviction que ces pierres sont des mégalithes érigés par l'homme.
Les archéologues William Donato et Greg Little sont eux, convaincus après deux expéditions, que ces pierres ont fait partie d'une culture aujourd'hui disparue.
Il existe néanmoins une théorie expliquant cette « route » comme formation géologique naturelle : le géologue Eugene Shinn de l'Institut de surveillance géologique des États-Unis à Miami a analysé en détail la « route » et a conclu qu'il s'agissait d'une couche calcaire rocheuse faillée, initialement déposée dans la zone intertidale (entre marées basses et hautes) le long d'anciennes lignes de rivage, phénomène appelé tesselated pavement, ou plage de sol induré.

### Fontaine de jouvence
Les faits sur Juan Ponce de León et sa recherche de la fontaine de jouvence sont aussi mystérieux que la source elle-même. On ne sait pas qui des Arawaks ou, de leurs ancêtres les indiens Taino ont raconté leur histoire à Juan Ponce de León. Toutefois, les deux versions de l'histoire des indigènes parlent d'un pays appelé « Beemeenee », où la source est censée se trouver. Tandis que l'expédition a amené de León en Floride, des rumeurs voudraient que la source puisse se trouver dans les piscines naturelles de South Bimini.

### The Healing Hole
The Healing Hole (le trou qui guérit) a été découvert dans la mangrove salée qui couvre North Bimini. Il s'agit d'un creux d'eau qui se trouve au bout d'un réseau souterrain de conduites d'eau naturelles. Lors de la marée basse, une eau douce, froide et très minéralisée est pompée par ce réseau de conduits. Ces eaux sont riches en lithium et en soufre, et sont réputées pour avoir un effet positif sur la santé mentale et physique des baigneurs.

## Divers
- Pendant la Prohibition aux États-Unis, les îles Bimini étaient une plaque tournante du trafic de rhum de contrebande.
- Un marlin bleu de 250 kg attrapé près de ces îles aurait inspiré Ernest Hemingway pour écrire The Old Man and the Sea et Islands in the stream (Le Vieil Homme et la Mer et Îles à la dérive).
- Une scène du film Permis de tuer se déroule sur Bimini.
- La dernière scène du film Le Silence des agneaux se déroule à l'aérodrome pour hydravion de North Bimini.
- Le vol 101 de la Chalk's Ocean Airways était en route pour les îles Bimini lorsqu'il s'écrasa le 19 décembre 2005 ; au moins 11 habitants des Bimini sont morts dans l'accident.
- Le 13 janvier 2006, l'un des principaux bars des Bimini, The Compleat Angler, a entièrement brûlé lors d'un incendie. Ce bar était surtout connu pour les photographies d'Ernest Hemingway qui en ornaient les murs ; ces photographies sont aujourd'hui perdues.

### Sources
- (en) Edgar Evans Cayce, Edgar Cayce on Atlantis, New York, Warner Books, 1988 (ISBN 0-446-35102-4)
- Menzies, Gavin. 1421, The Year Chine Discovered América, Harper Perennial ; 1st Perenn édition, 2004.   (ISBN 0-060-54094-X)
- Zinc, Dr David. The Stones of ATLANTIS, Prentice retentir Trade, en 1978.  (ISBN 0-138-46923-7)